# Eurois prolixa
Eurois prolixa är en fjärilsart som beskrevs av Zetterstedt 1839. Eurois prolixa ingår i släktet Eurois och familjen nattflyn. Inga underarter finns listade i Catalogue of Life.